# Округ Кимбол (Небраска)
Кимбол (енгл. Kimball County) је округ у америчкој савезној држави Небраска.

## Демографија
По попису из 2010. године број становника је 3.821, што је 268 (-6,6%) становника мање него 2000. године.
| Група             | 2000.         | 2010.         |
| Белци             | 3.866 (94,5%) | 3.461 (90,6%) |
| Афроамериканци    | 9 (0,2%)      | 6 (0,2%)      |
| Азијати           | 4 (0,1%)      | 27 (0,7%)     |
| Хиспаноамериканци | 136 (3,3%)    | 244 (6,4%)    |
| Укупно            | 4.089         | 3.821         |